# 托瓦爾森博物館

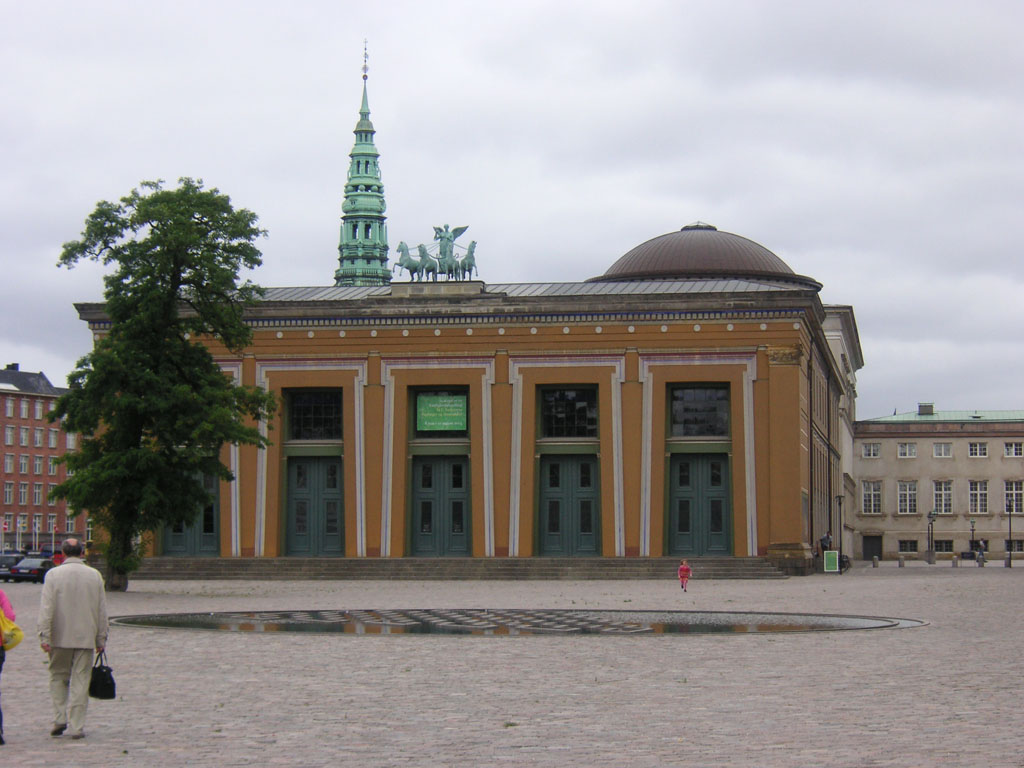
托瓦爾森博物館、克里斯欽堡宮（背後的圓頂）以及尼古拉藝術廳（尖頂，從前是教堂）

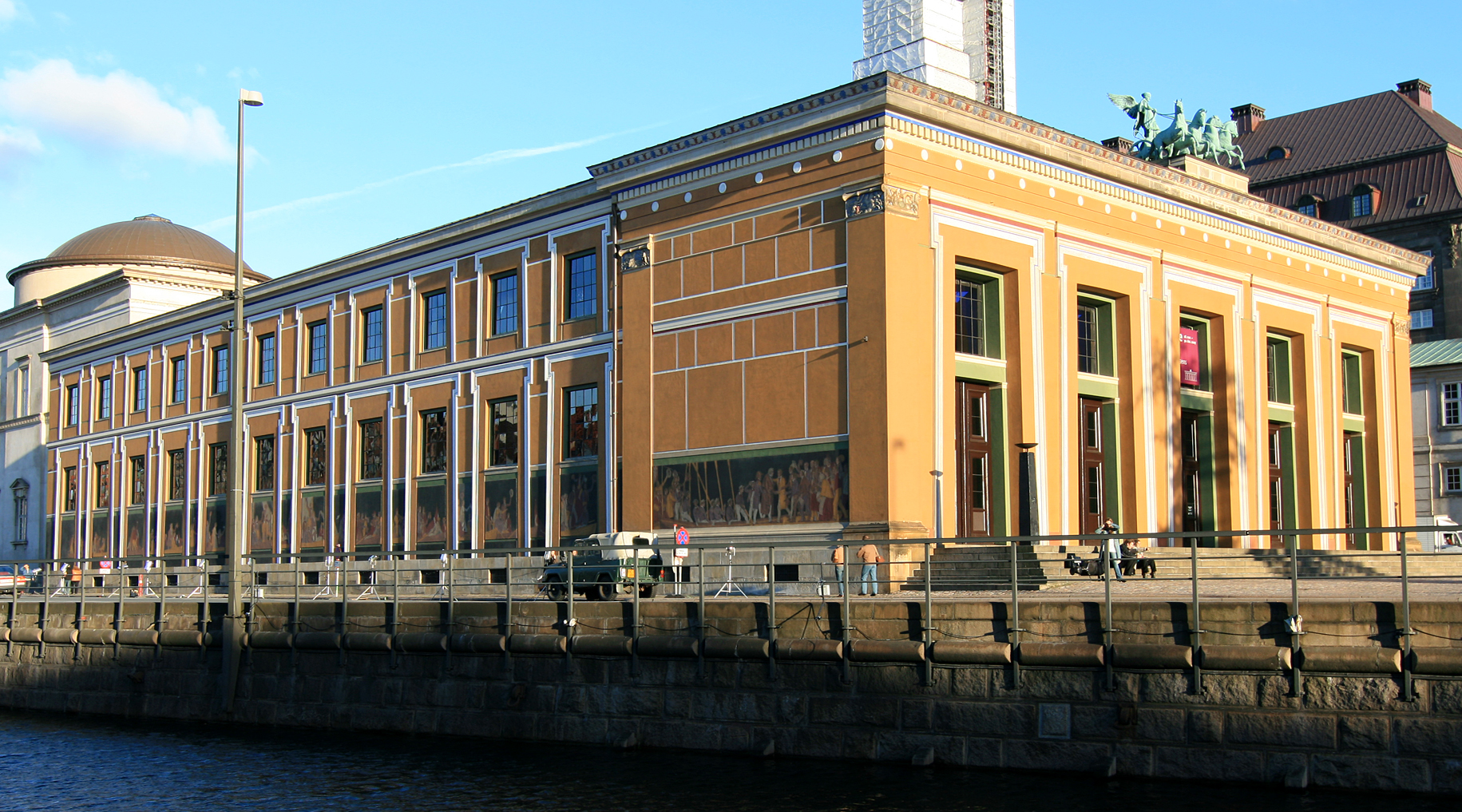
運河邊上的托瓦爾森博物館

托瓦爾森博物館（丹麥語：Thorvaldsens Museum） 是一座位於丹麥首都哥本哈根的單一藝術博物館。其目的是爲了紀念新古典主義雕刻家巴特爾·托瓦爾森（1770年-1844年），其大半生（1796年-1838年）都是在羅馬度過的。這座博物館坐落於哥本哈根市中心克里斯欽堡宮以北的城堡岛上。1837年得到公眾籌款設立的基金支持後，建築於1838年至1848年間。

## 建築
其建築風格受古典希臘建築影響極大，整個建築圍繞埋葬著托瓦爾森本人的中庭而建。每一個房間都有西洋穴怪圖像的天頂裝飾，外部則裝飾著檐壁，描繪著托瓦爾森1838年歸國的情景，其雕刻師是Jørgen Sonne。

## 藏品
該博物館收藏了托瓦爾森的從石膏到大理石的各種作品，包括最初的一些爲了鑄造青銅和淺浮雕而做的石膏模型。這裡也展出由托瓦爾森收集的希臘、羅馬、埃及的古董、繪畫和印刷品，同時也有一些托瓦爾森的私人物品。

## 外部連結
- 官方網站 （页面存档备份，存于）